# O Beneficiamento
O Beneficiamento, também chamada Ensacamento do café e Benefício do café, é uma pintura de Antonio Ferrigno. A data de criação é 1903. A obra é do gênero pintura histórica. Está localizada em Museu do Ipiranga. Retrata a Fazenda Santa Gertrudes e a produção de café no Brasil.

## Descrição
A obra foi produzida com tinta a óleo. Suas medidas são: 100 centímetros de altura e 150 centímetros de largura. Faz parte de Museu do Ipiranga. O número de inventário é 11955900000000.[carece de fontes?]

## Contexto
Neo café era beneficiado e ensacado. Neste local o piso é ladrilhado para facilitar o transporte da sacaria, uma vez que eram arrastados. No teto nota-se a passarela que o Conde de Prates usava para averiguar o trabalho e no seu final há um terraço para a vistoria do terreiro.
Essa pintura retrata o local em que o café era beneficiado e ensacado. Esse local faz parte do roteiro pedagógico de visitação da fazenda retratada na pintura: no ambiente o piso é ladrilhado para facilitar o transporte da sacaria, uma vez que eram arrastados. No teto nota-se a passarela que o Conde de Prates usava para averiguar o trabalho e no seu final há um terraço para a vistoria do terreiro.
Essa pintura integra uma série de realizada por Ferrigno a partir de uma encomenda do proprietário da Fazenda Santa Gertrudes, Eduardo da Silva Prates, o Conde de Prates. A tela, junto com outras cinco pinturas de Ferrigno intituladas de As seis grandes telas - A Florada, A Colheita, O Lavadouro, O Terreiro, Ensacamento do Café e Café para a Estação, sobre a mesma fazenda e no mesmo ano de criação das pinturas, participou com o aval do governo brasileiro da Exposição Universal de Saint Louis, em que obteve sucesso no objetivo de representar a vida no Brasil e retomaram para a exposição em São Paulo, alcançando significativo sucesso de crítica e público. O sucesso da série sobre a fazenda contribuiu para que Ferrigno ficasse conhecido como o "pintor do café".